# Emma Hayes
Emma Carol Hayes OBE (* 18. Oktober 1976 in Camden, London, Vereinigtes Königreich) ist eine englische Fußballtrainerin. Von 2012 bis 2024 trainierte sie die Chelsea FC Women, mit denen sie insgesamt sieben Mal die englische Meisterschaft gewann (2015, 2017/18, 2019/20, 2020/21, 2021/22, 2022/23 und 2023/24) und 2021 das Finale der UEFA Women’s Champions League erreichte. Seit Juni 2024 ist sie Trainerin der US-amerikanischen Fußballnationalmannschaft der Frauen.

## Ausbildung und Jugendjahre
Hayes wurde in Camden geboren. 1999 graduierte sie an der Liverpool Hope University. Sie war Mitglied der Arsenal-Academy, aber eine Knöchelverletzung, die sie als 17-Jährige erlitt, beendete ihre Karriere als Spielerin.

## Karriere

### Beginn in den Vereinigten Staaten
Nach ihrem Studium an der Universität in Liverpool ging sie 2001 in die USA, wo sie zunächst im Jugendbereich arbeitete. 2001 wurde sie Trainerin der Long Island Lady Riders in der USL W-League als jüngste Cheftrainerin. Anschließend führte sie die Iona Gaels des Iona College in New Rochelle zu zwei Conference Meisterschaften.

### Arsenal
Von 2006 bis 2008 war sie Co-Trainerin beim Arsenal Women FC, dem damals führenden Frauenfußballverein in England. Arsenal gewann während ihrer drei Jahre in London elf Titel.

### Chicago Red Stars
Ab 2008 trainierte sie die Red Stars mit Beginn der Women’s Professional Soccer, die 2009 startete. Sie holte u. a. Megan Rapinoe von der University of Portland in die Mannschaft.

### Chelsea
Im August 2012 wurde sie Cheftrainerin der Chelsea FC Women. Sie war in der Saison die einzige Trainerin. Die FA Women’s Super League war ein Jahr zuvor als Nachfolgerin der „FA Women’s Premier League“ gegründet worden. In der Saison 2011 hatte Chelsea den sechsten Platz bei acht Ligateilnehmern belegt. Dieses Ergebnis wurde 2012 wiederholt. 2013 reichte es nur zum vorletzten Platz, wodurch der Abstieg noch knapp vermieden wurde. 2014 wurde hinter dem punktgleichen Meister Liverpool FC Women aufgrund der um zwei Tore schlechteren Tordifferenz der zweite Platz belegt. Chelsea konnte damit erstmals an der UEFA Women’s Champions League teilnehmen. Das Team war automatisch für das Sechzehntelfinale qualifiziert, wo es sich mit 3:0 und 1:0 gegen den Glasgow City FC durchsetzte. Im Achtelfinale verloren die Londonerinnen dann aber mit 1:2 und 0:2 gegen den späteren Finalisten VfL Wolfsburg. 2015 gelang die erste Meisterschaft. In der UEFA Women’s Champions League 2016/17 war diesmal bereits im Sechzehntelfinale Endstation, wo sie nach einer 0:3-Heimniederlage gegen die Wolfsburgerinnen in Wolfsburg ein 1:1 erreichten. Auch ein Jahr später waren die Wolfsburgerinnen stärker, diesmal trafen sie aber erst im Halbfinale aufeinander. Auf dem Weg dorthin hatte die Mannschaft den FC Bayern München, den FC Rosengård und den HSC Montpellier ausgeschaltet. 2018/19 trafen sie erstmals nicht auf die Wolfsburgerinnen, erreichten wieder das Halbfinale, wo sie aber gegen Titelverteidiger Olympique Lyon denkbar knapp (1:2 und 1:1) ausschieden. Da es in der FA Women’s Super League 2018/19 nur zum dritten Platz reichte, konnten sie nicht an der UEFA Women’s Champions League 2019/20 teilnehmen. Als Quotenmeister der FA Women’s Super League 2019/20 – nach COVID-19-bedingtem Abbruch – waren sie dann aber wieder für die UEFA Women’s Champions League 2020/21 qualifiziert und erreichten erstmals das Finale, verloren dieses aber mit 0:4 gegen die Frauen des FC Barcelona. Hayes wurde daraufhin als FIFA-Welttrainerin des Jahres ausgezeichnet. Als Meister der FA Women’s Super League 2020/21 belegten sie in der erstmals ausgetragenen Gruppenphase der UEFA Women’s Champions League 2021/22 hinter den punktgleichen Wölfinnen und Juventus Turin aufgrund der schlechteren Tordifferenz nur den dritten Platz und verpassten damit die K.-o.-Runde. Besser lief es in der UEFA Women’s Champions League 2022/23. Nach dem souveränen Gruppensieg vor Paris Saint-Germain und Real Madrid konnte Titelverteidiger Olympique Lyon im Viertelfinale im Elfmeterschießen besiegt werden. Im Halbfinale schied Chelsea dann nach einer 0:1-Heimniederlage und einem 1:1 in Barcelona gegen den späteren Sieger FC Barcelona aus.

### Nationaltrainerin
Nach dem erstmaligen Achtelfinalaus der US-amerikanischen Fußballnationalmannschaft der Frauen bei der Fußball-Weltmeisterschaft der Frauen 2023 trat Vlatko Andonovski als Trainer der US-Nationalmannschaft zurück. Am 14. November 2023 wurde Hayes als neue Nationaltrainerin bestellt. Ihre Tätigkeit begann sie nach dem Ende der FA WSL-Saison 2023/24. Bereits am 4. November hatte Chelsea das Ende ihres Londoner Engagements zum Ende der Saison bekannt gegeben. Bereits wenige Wochen nach Amtsantritt feierte Hayes mit dem US-Team ihren ersten Titel: Die Amerikanerinnen gewannen bei den Olympischen Spielen in Paris das olympische Fußballturnier. Im Finale besiegten sie Brasilien mit 1:0.

## Erfolge
Als Cheftrainerin:
- Englische Meisterschaft: 2015, 2017/18, 2019/20, 2020/21, 2021/22, 2022/23 und 2023/24
- Spring Series 2017
- FA Women’s Cup: 2014/15, 2017/18, 2020/21, 2021/22, 2022/23
- FA Women’s League Cup: 2019/20, 2020/21
- FA Women’s Community Shield: 2020
- Olympiasiegerin: 2024

## Auszeichnungen
- FIFA-Welttrainerin des Jahres: 2021, 2024
- FA WSL Manager of the Season: 2015, 2018, 2020, 2021, 2022, 2023
- Officer of the Order of the British Empire (OBE): 2022[6]
- Member of the Order of the British Empire (MBE): 2016
- Legends of Football award: 2023[7]
- Johan-Cruyff-Trophäe: 2024